# Cymbiodyta toddi
Cymbiodyta toddi är en skalbaggsart som beskrevs av Spangler 1966. Cymbiodyta toddi ingår i släktet Cymbiodyta och familjen palpbaggar. Inga underarter finns listade i Catalogue of Life.